# دزرانتو
دزرانتو (به انگلیسی: Deseronto) یک منطقهٔ مسکونی در کانادا است که در شهرستان هیستینگز واقع شده‌است. دزرانتو ۱٬۷۷۴ نفر جمعیت دارد.